# Wernerius
Wernerius is een kevergeslacht uit de familie van de boktorren (Cerambycidae). De wetenschappelijke naam van het geslacht werd voor het eerst geldig gepubliceerd in 2011 door Teocchi & al..

## Soorten
Wernerius is monotypisch en omvat slechts de volgende soort:
- Wernerius caroli Teocchi & al., 2010